# Lydia Wideman
Lydia Wideman, född 17 maj 1920 i Filpula i Finland, död 13 april 2019 i Tammerfors, var en finsk längdskidåkare som tävlade under 1940- och 1950-talen. Hon blev den första kvinnliga olympiska segraren i längdskidåkning.

## Utmärkelser
- Riddartecknet av I klass av Finlands Lejons orden[2]
- Finlands idrottskulturs förtjänstkors[2]

[Redigera Wikidata]